# Mike Scifres
Michael T. Scifres (Metarie, 8 ottobre 1982) è un giocatore di football americano statunitense che gioca nei Carolina Panthers della National Football League (NFL).

## Carriera universitaria
Al college, Scifres ha giocato con i Western Illinois Leathernecks squadra rappresentativa dell'università del Western Illinois. È stato l'unico punter della NCAA nella Div 1-AA ad essere nominato tra i candidati per la vittoria del Ray Guy Trophy.

## Carriera professionistica

### San Diego Chargers
Al draft NFL 2003, Mike è stato selezionato come 149ª scelta dai Chargers. Ha debuttato nella NFL il 28 settembre 2003 contro gli Oakland Raiders indossando la maglia numero 5.
Il 7 settembre 2011 ha firmato un contratto di 5 anni per un totale di 18 milioni di dollari di cui 8 milioni garantiti rendendolo il punter più pagato nella NFL. L'11 settembre a causa dell'infortunio accorso al kicker titolare Nate Kaeding, Scifres per la prima volta in carriera ha calciato e realizzato un field goal di 40 yard.

## Palmarès
- Miglior giocatore degli special teamd ella AFC della settimana: 1

8ª del 2007

## Statistiche
| Partite totali                | 134 |
| Partite totali da titolare    | 0   |
| Punt fatti                    | 492 |
| Punt nelle 20 yard avversarie | 197 |